# Ingeborg Arvola
Ingeborg Arvola (ur. 1974 w Honningsvåg) – norweska pisarka.
Dorastała w Pasvikdalen oraz Tromsø. Obecnie mieszka w Oslo. Studiowała literaturę na Uniwersytecie w Oslo. Arvola zadebiutowała jesienią 1999 powieścią Korellhuset. Kolejną książką była powieść dla dzieci Blod, snørr og tårer z 2000. Arvola pisze powieści i opowiadania, a także dramaty.
W 2023 była nominowana do nagrody literackiej Rady Nordyckiej za powieść "Kniven i ilden" (pierwszą część trylogii "Ruijan rannalla"). Otrzymała nagrodę Cappelen w 2004 i Havmannprisen w 2008, natomiast w 2019 nagrodę Ministerstwa Kultury za książkę dla dzieci, powieść "Buffy By er talentfull", za którą była również nominowana do nagrody Brage.
Krytycy podkreślają, że pisarka jest szczególnie utalentowana w zakresie pisania o dzieciństwie i w przyjmowaniu perspektywy dziecka, zarówno w książkach dla dorosłych, jak i dla dzieci. Porusza często temat ubóstwa dzieci we współczesnej Norwegii.

## Utwory
Najważniejsze utwory:
- 2024: Buffy By er stemningsfull
- 2024: Vestersand
- 2022: Kniven i ilden
- 2021: Buffy By er eventyrlysten
- 2020: Buffy By er inspirert
- 2020: Vodka, vann og glasnost
- 2019: Plutselige varmegrader
- 2019: Buffy By er talentfull
- 2018: Vilkår for liv
- 2015: Neiden 1970
- 2014: Inghill plus Carla: sant
- 2013: Over alle hindre
- 2012: Carla, min Carla
- 2011: Grisehjerter
- 2010: Nesten som før
- 2008: Ingen dager uten regn
- 2007: 40 postkort
- 2006: Monsterrytter
- 2004: Forsiktig glass
- 2003: Straffe
- 2003: Blod, snørr og tårer
- 2000: Livet i et skilpaddeskall
- 1999: Korellhuset